# هوبير غريغ
هوبير غريغ (بالإنجليزية: Hubert Gregg)‏ هو ممثل بريطاني (وحمل سابقاً جنسية المملكة المتحدة لبريطانيا العظمى وأيرلندا)، ولد في 14 يوليو 1914 بلندن في المملكة المتحدة، وتوفي في 30 مارس 2004 في المملكة المتحدة.

## وصلات خارجية
- هوبير غريغ على موقع IMDb (الإنجليزية)
- هوبير غريغ على موقع ميوزك برينز (الإنجليزية)
- هوبير غريغ على موقع قاعدة بيانات برودواي على الإنترنت (الإنجليزية)
- هوبير غريغ على موقع ديسكوغز (الإنجليزية)